# Весела Фламбурари
Весела Николова Фламбурари е съвременна българска детска писателка.

## Биография
Родена е на 17 януари 1967 г. в Толбухин. Завършва специалност „Актьорско майсторство за куклен театър“ в НАТФИЗ „Кръстьо Сарафов“ в класа на проф. Николина Георгиева, а след това специалност „Културология“ с научен ръководител проф. Ивайло Знеполски в Софийски университет.
В периода 1993 – 2000 г. създава и води детското неделно предаване „Тинтири-Минтири“ по програма „Христо Ботев“ на БНР. През 2008 и 2009 година пише сценариите на две поредици от тринадесет епизода „Приказчици“ от телевизионната поредица на БНТ „Лека нощ, деца!“.

## Награди
- През 2010 г. Весела Фламбурари получава националната награда за детска литература „Петя Караколева“ за книгата си „Приказки за театър“.[1]
- През 2011 г. е удостоена с националната награда за детско книгоиздаване „Константин Константинов“ в категория „Автор“.[2]